# Ranger X
Ranger-X (エクスランザー?, Ex-Ranza) è un videogioco sparatutto sviluppato da Gau Entertainment e pubblicato nel 1993 da SEGA per Sega Mega Drive.